# Bomsund
Bomsund är en by i Stuguns distrikt (Stuguns socken) i Ragunda kommun vid Indalsälvens södra strand cirka 7 km öster om Stugun i östra Jämtland. SCB klassade orten som småort med namnet Stugubyn år 1995.
Byn växte fram i samband med flottningen av timmer på älven. En av gårdarna i byn konstruerades kring år 1900 specifikt för flottningschefen och hans anställda. Byn är listad som ett riksintresse för kulturmiljövården med motiveringen: Skogsbruksmiljö vid Indalsälven med boställe för flottningschefen.